# Glénat España
Ediciones Glénat España était une maison d'édition de bande dessinée espagnole constituée en 1990 à Barcelone par Joan Navarro afin de publier en espagnol et catalan des titres du groupe français Glénat, dont elle constitue une filiale. Les premiers albums sont parus en 1993, associant traduction et auteurs du monde hispanique. À partir de 1999, elle publie également de nombreux mangas. 
Fin 2011, Navarro rachète à Glénat cette filiale qu'il dirigeait depuis vingt ans et la renomme Editores de Tebeos (EDT). La perte quelques mois plus tard du catalogue de Shūeisha (Naruto, Bleach, Death Note, etc.), qui représente plus de 50 % de son chiffre d'affaires et 90 % de ses nouveautés, lui est cependant fatale et EDT cesse de publier au début de 2014